# Olga de Meyer

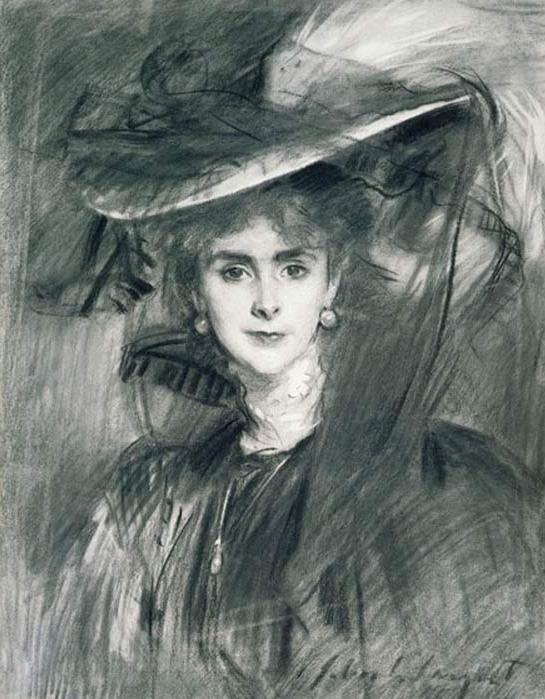
Portret Olga de Meyer door John Singer Sargent, 1907

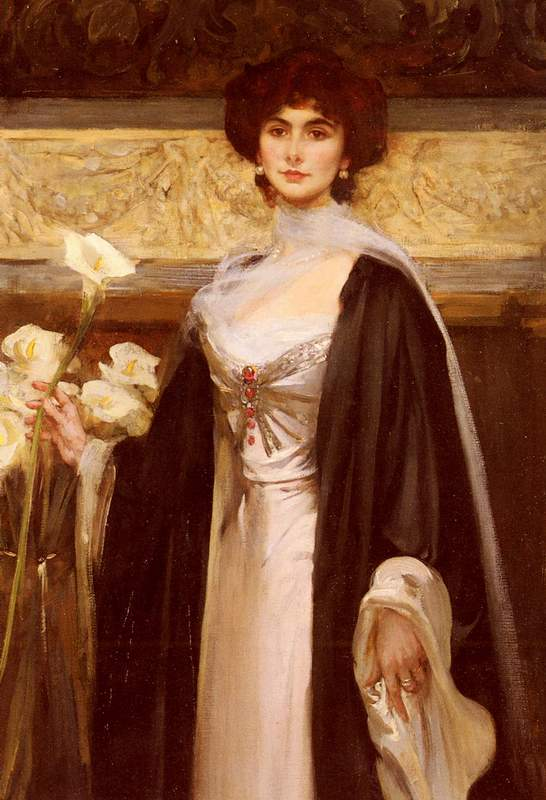
White Lilies, Portret Olga de Meyer door James Jebusa Shannon

Olga, Baronnes de Meyer, geboren Olga Caraciollo (Londen, 8 augustus 1871 – aldaar, 16 juli 1930), was een adellijke dame uit de Britse bovenklasse van de belle époque, muze van veel kunstenaars, beschermvrouwe, model, modefiguur en schrijfster.

## Leven

### Eduard VII
Olga werd geboren in de vooraanstaande Italiaans-Frans-Amerikaanse familie Caraciollo. Haar grootmoeder van vaderszijde was Margaret O'Neill Eaton, die een centrale rol speelde in de petticoataffaire, een andere grootouder was Maarschalk van Frankrijk. Haar moeder Blanche was een minnares van de Britse prins Eduard. Volgens de geruchten was hij Olga’s natuurlijke vader, op papier was hij haar peetvader. Kort na haar geboorte scheidden Olga’s ouders en verhuisde ze met haar moeder naar Dieppe in Frankrijk, waar ze leefden in een luxueuze, door Eduard bekostigde villa.

### Muse
In 1892 trouwde Olga in Napels met de rijke Italiaanse aristocraat Marino Brancaccio (1852-1920) en vestigde zich uiteindelijk in Londen. Met een “combinatie van kinderlijke onschuld en keurige charme”, beschreven als “lang en slank, met Venetiaans rood haar”, trok ze de aandacht van talrijke kunstenaars, stond model voor Jacques-Émile Blanche, James McNeill Whistler, Giovanni Boldini, Walter Sickert, John Singer Sargent en Paul César Helleu en was de muze van menig kunstenaar. Ze was nauw bevriend met kunstschilder Charles Condor en schrijver Aubrey Beardsley. Ze stond model voor personages in romans van Elinor Glyn and Ada Leverson.
Na een kinderloos en ongelukkig huwelijk scheidde Olga in 1899 van haar eerste man en hertrouwde in 1900 met de bekende fotograaf Adolf de Meyer. Kort daarna werden beide geadeld tot Baron. Hun “van-bed-gescheiden”, doch vrije huwelijk en hun flamboyante levensstijl zou bijzonder spraakmakend blijken. Adolf was homoseksueel, Olga biseksueel. Beide hadden tal van amoureuze affaires, zij onder meer met de rijke mecenas Winnaretta Singer, erfgename van naaimachinefabrikant Isaac Singer, en met schilderes Romaine Brooks.

### Later leven, autobiografie
Olga, die in de jaren 1890 al werkte als columniste voor een Parijs’ dagblad, schreef in 1916 onder de naam Mahrah de Meyer haar autobiografische roman Nadine Narska, breed uitgemeten in de pers, de ene keer opgehemeld, andere keren zwaar bekritiseerd. Olga publiceerde verder diverse korte verhalen, waarvan Clothes and Treachery in 1919 door Erich von Stroheim werd verfilmd onder de titel The Devil's Pass Key.
Olga’s laatste levensjaren waren verre van gelukkig, omgeven door duistere vrienden, bezoedeld door drugsgebruik. Ze stierf in 1930 in een verslavingskliniek.

## Foto's door Adolf de Meyer

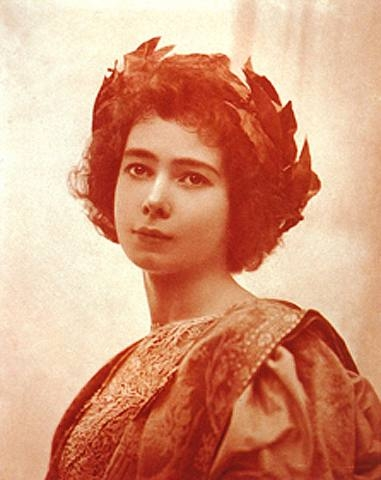
1897
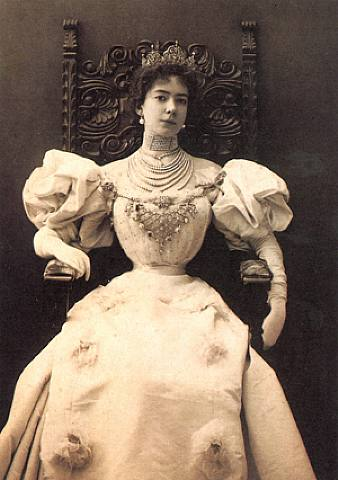
1902
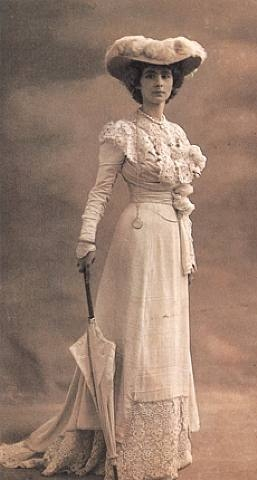
1905

## Noot
1. ↑  Citaat: Ann Galbally, Charles Conder: The Last Bohemian (Melbourne University Press, 2003), pag. 187-188

- Gemeinsame Normdatei: 11951110X
- International Standard Name Identifier: 0000 0003 5455 5290
- Library of Congress Control Number: nr93035482
- Virtual International Authority File: 45113718
- WorldCat: E39PBJmXJ7RmY3rw667g8tFdwC